# Spaghetti alla siracusana
Gli spaghetti alla siracusana, noti anche come pasta fritta alla siracusana, sono un primo piatto di pasta tipico della cucina siracusana, diffuso in tutta la Sicilia.

## La ricetta
La ricetta di questo primo piatto prevede l'utilizzo del pesce azzurro denominato acciuga (anciova in dialetto siciliano): essa va soffritta con dell'aglio e dell'olio extravergine d'oliva, mentre a parte si cuociono gli spaghetti in abbondante acqua salata. Ancora singolarmente si fa abbrustolire la mollica di pane secco (o del pangrattato già pronto) in una padella. Alla fine si manteca la pasta con le acciughe e si cosparge di mollica abbrustolita.

## Le varianti
Questo piatto si presta a molte varianti e alle volte lo si confonde con il sugo alla siracusana (a causa della presenza delle acciughe), la cui originaria ricetta però si serve spesso e volentieri della pasta corta e non contempla l'utilizzo della mollica, ma piuttosto una dose generosa di ortaggi, capperi e olive; si tratta di alimenti che nella ricetta tradizionale di questo piatto non sono presenti, eccezion fatta, di rado, per le olive, che sono nere.
Da non confondere inoltre con il primo piatto, soprattutto palermitano, denominato pasta con le sarde: esso, se pur la tradizione lo dice nato nella zona di Siracusa (ma da cuochi dell'esercito arabo, lì accampati per conquistare la città), è parecchio distante dalle usanze culinarie dell'area aretusea, contemplando ingredienti come l'uvetta passa e i pinoli (un classico abbinamento della cucina palermitana), oltre allo zafferano, e il pesce che domina il piatto è la sardina, non l'acciuga. La mollica abbrustolita nella pasta con le sarde originaria non è presente.

### La versione fritta
Una delle varianti più conosciute del piatto siracusano prevede la frittura degli spaghetti: o li si fanno cuocere freschi a parte e poi si friggono in padella – prima di mantecarli con le acciughe – oppure si prende dal frigo della pasta avanzata e le si dà in questo modo nuova consistenza.
Gli spaghetti alla siracusana in alcune ricette sono presentati anche con del pomodoro, sia nella loro versione fritta e sia in quella normale. Non è raro incontrarvi pure del peperoncino (in base alla variante scelta), ma sempre accompagnato dagli ingredienti base del piatto che rimangono acciughe e mollica abbrustolita.

### L'anciova rossa
A Palermo viene aggiunto dell'estratto di pomodoro e viene chiamata Anciova rossa, dal nome dialettale dell'acciuga.

## Origini del piatto

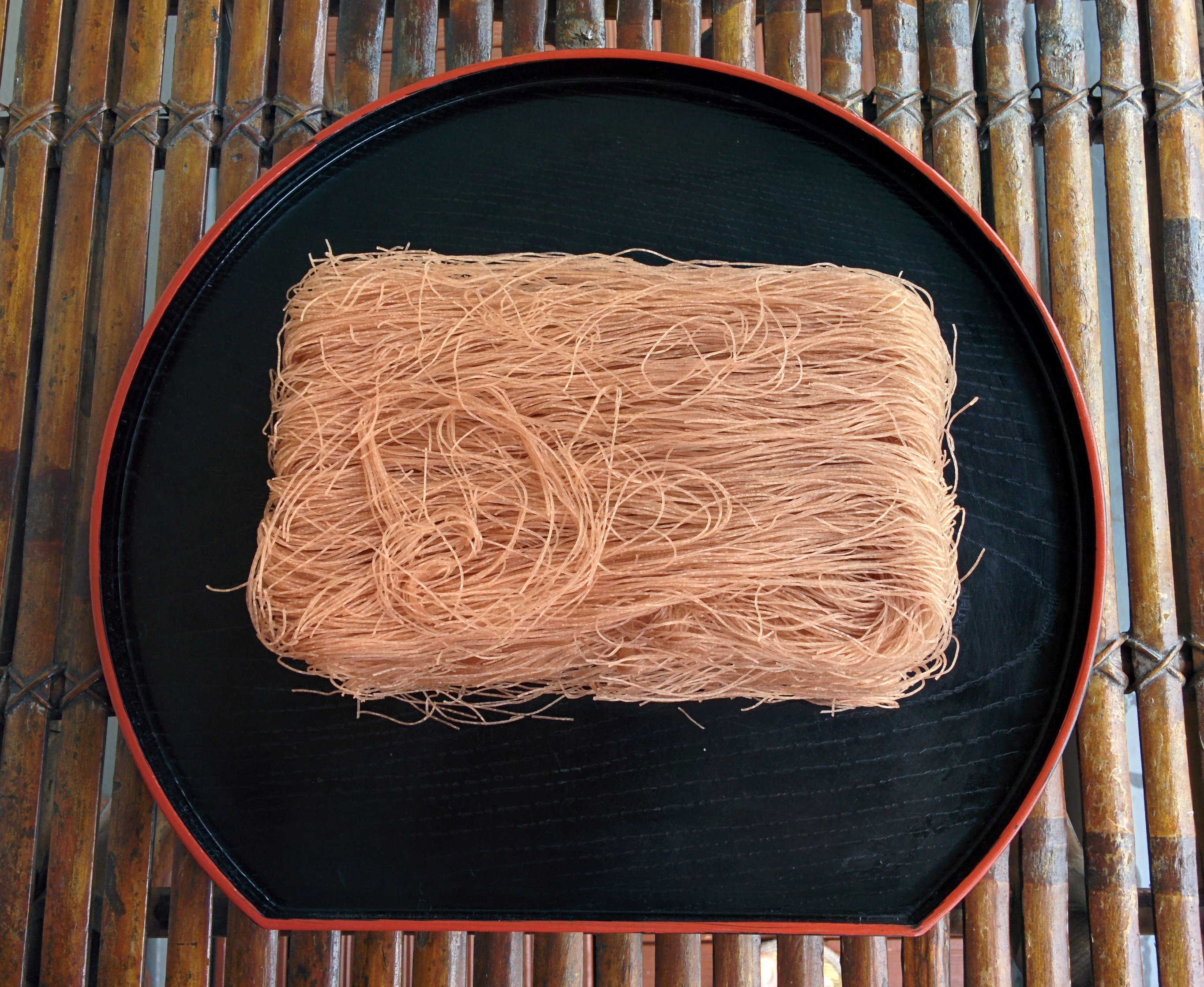
Dei capelli d'angelo

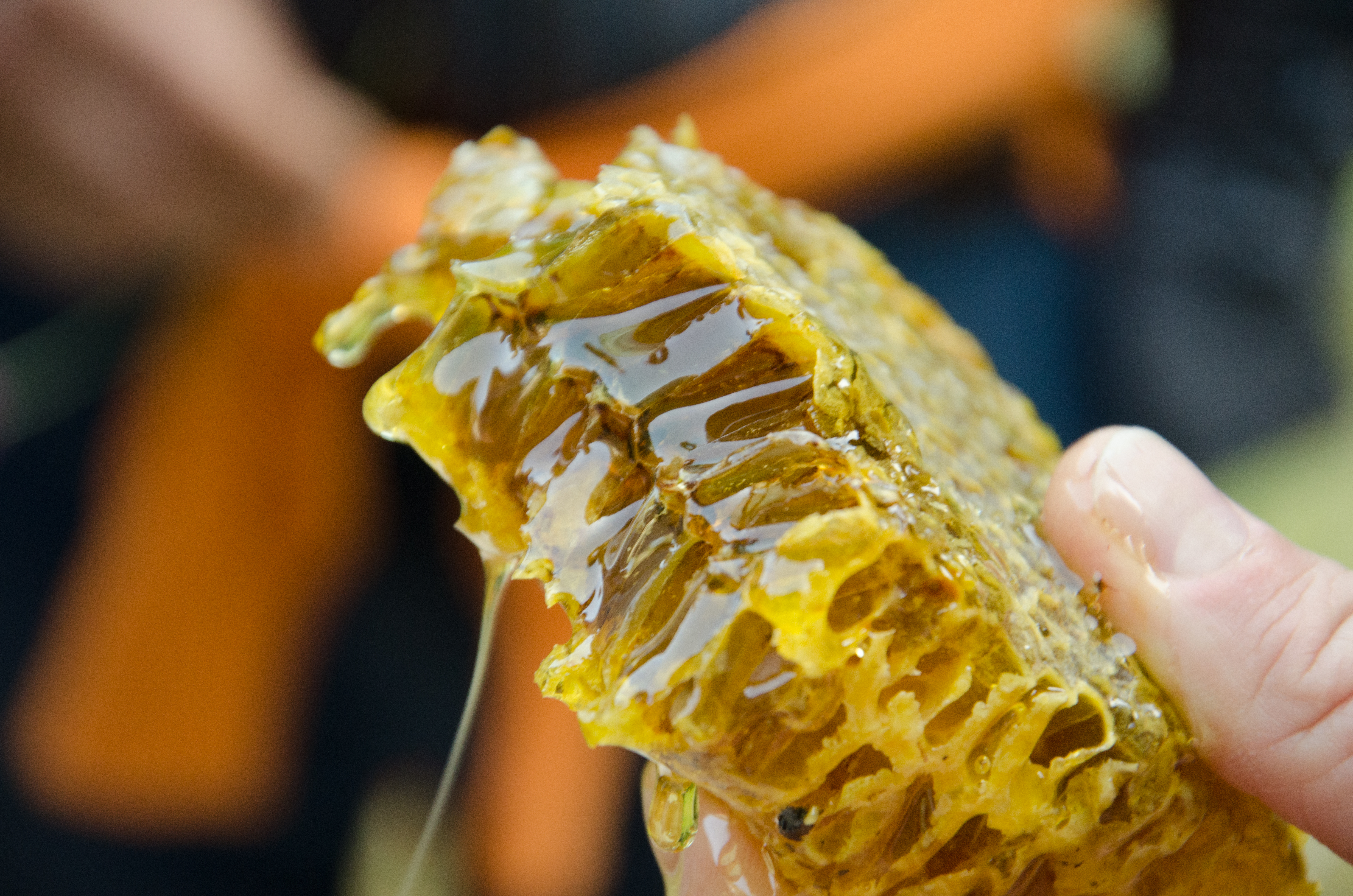
Il miele ibleo che i siracusani mangiavano insieme ai capelli d'angelo

Questo tipico piatto siracusano ha radici molto antiche; arcaiche. La ricetta che ormai è divenuta parte della tradizione culinaria del territorio geografico, al principio si presentava in maniera molto differente: il nome di «pasta alla siracusana» (che precedette quello degli odierni spaghetti) si usava per indicare un tipo di lavorazione di grano duro decisamente più sottile, noto come capelli d'angelo (detti anche capellini o più recentemente vermicelli); caratterizzati per l'appunto da uno spessore finissimo. 
Si sostiene che i capelli d'angelo a Siracusa venissero preparati già all'epoca del tiranno Dionisio I (in quella che fu la colonia greca di Ankón si continuano a preparare tutt'oggi e i suoi abitanti definiscono questo tipo di piatto un lascito degli antichi Siracusani). Solo in seguito i conquistatori Arabi ne avrebbero preso spunto per dare vita al primo commercio europeo della pasta, che storicamente partì proprio dalla Sicilia.
I capelli d'angelo sono effettivamente un tipico piatto della Grecia (detta pasta kataifi) e dell'Oriente. Nel siracusano essi, specialmente in passato, venivano raggomitolati e fritti nella sugna e infine annaffiati con «miele nero e caldo dei monti Iblei».
Si racconta che quando il nobile siciliano Don Francesco Bonanno, nonché consigliere di guerra del re Vittorio Amedeo II di Savoia e dell'imperatore Carlo VI d'Asburgo, doveva prendere una decisione difficile, si siedeva ad un tavolo e ordinava sempre al suo monsù un piatto di «pasta fritta alla siracusana», perché egli la considerava stimolante per il cervello e fautrice quindi di ottimi consigli politici.
Ad un certo punto l'antica ricetta si è mescolata a quella del piatto che odiernamente è noto come spaghetti alla siracusana, per cui il tipo di pasta finissimo è stato sostituito dagli spaghetti più spessi; è quasi del tutto sparito l'uso del miele e ci si aggiunge invece del pesce e la mollica secca del pane. Ma al principio furono i soli capelli d'angelo semplicemente mielati a sfamare i siracusani dando loro una pietanza vitaminica.